# Steve Harris (herec)
Steve Harris (* 3. prosince 1965 Chicago, Illinois) je americký herec.
Ve filmu debutoval v polovině 80. let, pravidelně začal hrát až na začátku 90. let. Objevil se např. ve snímcích Skála (1996), George Wallace (1997) či Lebky (2000). V 21. století si zahrál ve snímcích, jako jsou Minority Report (2002), Dům naruby (2003), Deník šílené manželky (2005), Karanténa (2008), 12 kol (2009) či In Your Eyes (2014). Jeho nejvýznamnější televizní rolí byla postava Eugena Younga v seriálu Advokáti (1997–2004), za kterou byl dvakrát nominován na cenu Emmy. Dále působil např. v seriálech Heist (2006), Friday Night Lights (2009–2010), Procitnutí (2012), Strážce pořádku (2014) a Legends (od 2014).
Jeho bratr Wood Harris je rovněž hercem.